# Sveriges Allmännytta
Sveriges Allmännytta (tidigare SABO) är en bransch- och intresseorganisation för över 300 allmännyttiga bostadsföretag i Sverige bildad 1950. Privata bostadsföretag kan vara associerade medlemmar.
Medlemsföretagen finns över hela Sverige och är av mycket skiftande storlek, med allt från 100 till 40 000 lägenheter. Tillsammans äger dessa företag över 995 000 bostäder. År 2020 omsatte medlemsföretagen 75 miljarder kronor. Styrelseordförande i Sveriges Allmännytta är Johan Löfstrand (S) som även är riksdagsledamot.

## Uppgift
Sveriges Allmännytta ska verka för att ge medlemsföretagen stöd och service samt goda arbetsförutsättningar och för en positiv utveckling av hyresrätten.
Kongressen för Sveriges Allmännytta har fastställt ett idéprogram som beskriver hur man anser att de kommunala bostadsföretagen kan göra nytta på hyresgäst- och individnivå, på stadsdels- och bostadsområdesnivå samt på kommunal och regional nivå. Idéprogrammet pekar också ut vad bostadsföretagen, bostadsbranschen, kommunerna och staten behöver göra för att allmännyttan ska lyckas med sitt samhällsuppdrag.
Kongressen har också beslutat om en agenda för den aktuella mandatperioden. I agendan lyfts behovet av en generell och långsiktig bostadspolitik med reformer som leder till balanserade ekonomiska villkor mellan upplåtelseformerna, att det byggs fler bostäder och att fler kan ta plats på bostadsmarknaden samt behovet av en aktiv kommunal bostadspolitik. Sex fokusområden pekas ut:
- Grön omställning
- Stark och uthållig ekonomi
- Bostadssocialt ansvar
- Levande och attraktiva stadsdelar och bostadsområden
- Nya hyresbostäder
- Ansvarsfull renovering

## Organisation
Sveriges Allmännyttas högsta beslutande organ är kongressen, som sammanträder vartannat år. Vart fjärde år, efter kommunalval, sker nyval av kongressombud och ersättare. Kongressombuden återspeglar den politiska sammansättningen i medlemsföretagens styrelser, vilken i sin tur motsvarar sammansättningen i ägarkommunens fullmäktige.
Ordförande i styrelsen för Sveriges Allmännytta är Johan Löfstrand (S), förste vice ordförande är Elisabeth Norman;(C) och andre vice ordförande är Carin Ramneskär;(M). Verkställande direktör är Cathrine Holgersson. Sveriges Allmännytta har ett kansli i Stockholm med ca 50 personer anställda. Sveriges Allmännytta är medlem i Housing Europe och NBO (Nordiska kooperativa och allmännyttiga bostadsorganisationer).

## Historik
Sveriges Allmännytta bildades 1950 som Sveriges Allmännyttiga Bostadsföretag eller SABO. Den första kongressen och konstituerande mötet hölls i Malmö den 11 november 1950. 54 bostadsföretag med 35 000 lägenheter anslöt sig från starten.
Bland tidigare verkställande direktörer för Sveriges Allmännytta märks bland andra Anders Nordstrand (2016-2025), Kurt Eliasson (2006-2016), Bengt Owe Birgersson (1990-2006), Allan Karlsson (1989-1990) och Esbjörn Olsson (1981-1989). Bland tidigare ordföranden märks Annika Billström (2000-2007).
På organisationens kongress 2019 i Örebro beslutade en enhällig kongress att organisationen skulle byta namn från Sveriges Allmännyttiga Bostadsföretag (SABO) till Sveriges Allmännytta.